# Petaurista mishmiensis
Petaurista mishmiensis és una espècie de mamífer rosegador de la família dels esciúrids. Fins ara, tan sols se n'han trobat espècimens a Arunachal Pradesh (Índia), on viu a altituds d'entre 600 i 1.600 msnm, però probablement també viu a les parts adjacents de la Xina. Els seus hàbitats naturals són els boscos de frondoses i coníferes subtropicals i els boscos montans temperats. Està amenaçat per la caça, la construcció de nous edificis, l'augment de la població humana i els canvis en l'agricultura.